# Morad El Haddouti
Morad El Haddouti (Nijmegen, 9 mei 1998) is een Nederlands voetballer die doorgaans als aanvaller speelt.

## Clubcarrière
Morad El Haddouti speelde in de jeugd van VV Union, CSV Oranje Blauw, N.E.C. en De Graafschap voordat hij weer terugkeerde naar N.E.C.. Daar maakte hij zijn debuut in het profvoetbal op 18 januari 2019, in de met 1-1 gelijkgespeelde thuiswedstrijd tegen Telstar. Medio 2019 liep zijn contract af. In september 2019 sloot hij aan bij de beloftenploeg van RKC Waalwijk. Voor RKC speelde hij zes wedstrijden in de Eredivisie. Nadat hij een jaar geen club had, sloot hij medio 2022 na een stage aan bij IJsselmeervogels dat uitkomt in de Tweede divisie. Na de degradatie naar de Derde divisie verliet hij de club. In januari 2024 sloot hij tot het einde van het seizoen 2023/24 aan bij De Treffers in de Tweede divisie.

## Clubstatistieken
| Seizoen        | Club           | Land           | Competitie     | Competitie | Competitie | Beker | Beker | Overig | Overig | Totaal | Totaal |
| Seizoen        | Club           | Land           | Competitie     | Wed.       | Dlp.       | Wed.  | Dlp.  | Wed.   | Dlp.   | Wed.   | Dlp.   |
| -------------- | -------------- | -------------- | -------------- | ---------- | ---------- | ----- | ----- | ------ | ------ | ------ | ------ |
| 2018/19        | N.E.C.         | Nederland      | Eerste divisie | 2          | 0          | 0     | 0     | 0      | 0      | 2      | 0      |
| 2019/20        | RKC Waalwijk   | Nederland      | Eredivisie     | 6          | 0          | 1     | 0     | 0      | 0      | 7      | 0      |
| Carrièretotaal | Carrièretotaal | Carrièretotaal | Carrièretotaal | 8          | 0          | 1     | 0     | 0      | 0      | 9      | 0      |